# Manuel Izquierdo Alvarado
Manuel Feliciano Izquierdo Alvarado es un político peruano. Fue alcalde provincial de Utcubamba entre 2015 y 2017.
Nació en Bagua Grande, Perú, el 11 de diciembre de 1963. Cursó sus estudios primarios y secundarios en la ciudad de Chiclayo donde realizó también sus estudios superiores de Zootécnica titulándose en el año de 1986 por la Universidad Nacional Pedro Ruiz Gallo.
En las elecciones municipales de 1995 fue candidato a regidor de la provincia de Utcubamba por la organización política "Fuerza del Cambio" obteniendo la representación para el periodo 1999-2002. El 2002 fue reelegido para ese mismo cargo por la organización "Energía Comunal Amazónica". Luego de sus periodos como regidor provincial, participó en las elecciones regionales del 2002 como candidato para presidente regional de Amazonas por el movimiento "Energía Comunal Amazónica" obteniendo sólo el 8.393% de los votos. En las elecciones municipales del 2010 y del 2014 se presentó como candidato por sendos movimientos locales para la alcaldía de la provincia de Utcubamba siendo elegido en estas últimas para el periodo 2014 - 2018.
El 8 de noviembre del 2017, el Jurado Nacional de Elecciones declaró fundada una solicitud de vacancia al cargo en contra de Izquierdo Alvarado por estar incurso en restricciones de contratación e irregularidades en los contratos de la obra "Mejoramiento y ampliación de agua potable e instalación del sistema de alcantarillado de La Victoria, La Versalia, cruce El Pintor y quebrada seca del distrito de Bagua Grande". El Jurado convocó a Williams Zumaeta Lucero para que asuma el cargo de alcalde.